# Никитинский (Краснодарский край)
Никитинский — хутор в Крымском районе Краснодарского края.
Входит в состав Киевского сельского поселения.

## Население
| 1999 | 2002 | 2010 |
| ---- | ---- | ---- |
| 30   | ↗39  | ↗56  |